# 中島唱子
中島 唱子（なかじま しょうこ、1966年5月7日 - ）は日本の女優。東京都葛飾区柴又出身。千葉市立天戸中学校、八王子高等学校卒業。所属事務所はオー・エンタープライズなどを経て現在はMe&Herコーポレーション所属。本名同じ。

## 来歴・人物
高校在学中から演劇学校に通う。1983年に『ふぞろいの林檎たち』にてデビューし、いきなり当たり役を得る。
2000年からは『渡る世間は鬼ばかり』にレギュラー出演。イヤミな役どころを演じきり、代表作となる。
「太めの体型で容姿にコンプレックスを持つ役柄」が定番だったが、後にダイエットに成功し、1995年11月20日にフォト&エッセイ集『脂肪』（写真：荒木経惟、新潮社）を出版し、ヌードを披露した。同年12月から1997年2月まで「文化庁派遣芸術家在外研修員」としてニューヨークに留学。また、ニューヨークでの生活体験を書いた連載エッセイ「N.Y.留学徒然草」（『Tokyosant』、6回）、「ニューヨーク永住計画」（『クロワッサン』、6回）も話題になった。
2002年に現地のジャズミュージシャンと結婚して以降、ニューヨーク在住。
古伊万里コレクターの一面があり、長年、古伊万里の陶磁器を収集している。
2012年1月10日放送の『開運!なんでも鑑定団』にゲスト出演した際、自らが東京ビッグサイトで行われた骨董市で買ったと言う猪口を鑑定してもらったところ、中島誠之助から「良いものですね」と評価され、「目利きの才能がある」とまで言わしめた。しかも、この時、本人評価額と鑑定額が同一になったことで目利き認定証も贈られた（認定証贈呈は初めての贈呈者が出た一般視聴者に次いで史上2人目であるが、ゲスト依頼人では初めての出来事）。
プライベートでは久本雅美や『ふぞろい』シリーズで共演した手塚理美、高橋ひとみらと親交がある（特に久本は留学先まで出向いて逢いに行くほどの間柄）。

## 出演

### テレビドラマ
- ふぞろいの林檎たちシリーズ（TBS） - 谷本綾子 役
  - ふぞろいの林檎たち（1983年）
  - ふぞろいの林檎たちII（1985年）
  - ふぞろいの林檎たちIII（1991年）
  - ふぞろいの林檎たちIV（1997年）
- 胸キュン探偵団（1983年、TBS） - 盛山千恵美 役
- スチュワーデス物語（1983年11月22日、1983年12月27日、TBS） - 南洋子 役
- ザ・サスペンス「虞美人草」（1984年1月7日、TBS）
- 月曜ドラマランド（フジテレビ）
  - 「豆姫さま漫遊記」（1984年9月17日）
  - 「豆姫さま漫遊記2」（1984年12月3日）
  - 「野球狂の詩」（1985年1月7日）
- アルザスの青い空（1985年、フジテレビ） - 佐野花代 役
- 痛快!OL通り（1986年、TBS） - 吉本かつえ 役
- 早春物語（1986年、TBS） - 木村芳子 役
- 痛快!婦警候補生やるっきゃないモン!（1987年、テレビ朝日） - 宇野君子 役
- 熱中時代スペシャル・帰って来た北野広大（1987年4月4日、日本テレビ）
- 銀河テレビ小説（NHK）
  - しあわせ志願（1988年） - 吉野珠美 役
- シリーズ・街(テレビ朝日)
  - 表通りへぬける地図（1988年、テレビ朝日）- 桐原理佐 役
  - 夢に見た日々（1989年、テレビ朝日）- 永井正美 役
- 花王 愛の劇場「小春の春」（1989年、TBS）
- 水曜グランドロマン「空飛ぶ母子企業」（1989年4月12日、日本テレビ）
- 空と海をこえて（1989年9月16日、TBS）
- 女相撲（1991年、TBS) - 桃ケ峰役
- 世にも奇妙な物語（フジテレビ）
  - 「シンデレラ」（1991年6月6日） - 主演・吉沢康子 役
  - 春の特別編 「指名手配の男」（1994年3月30日） - 1か月後の太った犯人 役
- 赤頭巾快刀乱麻（1991年、NHK） - ゆう 役
- デパート!夏物語 第6話「ギョッ!婦人服売場のないしょ話!!」（1991年8月6日、TBS） - 太った女性客 役
- 東芝日曜劇場「女ですもん」（1992年、TBS）
- DRAMADOS ドラマドス「マリア」（1992年、関西テレビ） - 主演・マリア 役
- 綺麗になりたい 第6話「標準体重をブッ飛ばせ!」（1992年11月21日、読売テレビ） - まり 役
- 金曜エンタテイメント「OLたちのざけんなヨ!!『対決!大奥女の闘い』」（1993年4月23日、フジテレビ） - 森 役
- 鬼平犯科帳 第4シリーズ 第12話「埋蔵金千両」（1993年、フジテレビ）- おてい 役
- 土曜ドラマ（NHK）
  - 春の一族（1993年） - 角間久恵 役
- 大忠臣蔵（1994年、TBS） - 惣右衛門の室 役
- 新・半七捕物帳（1997年） - お由 役
- 魚心あれば嫁心（1998年、テレビ東京） - 酒見和美 役
- 渡る世間は鬼ばかり（TBS） - 田島聖子 役
  - 第5シリーズ（2000年 - 2001年）
  - 第6シリーズ（2002年 - 2003年）
  - 第7シリーズ（2004年 - 2005年）
  - 第8シリーズ（2006年 - 2007年）
  - 第9シリーズ（2008年 - 2009年）
  - 最終シリーズ（2010年 - 2011年）
  - ただいま!!2週連続スペシャル（2012年9月17日、24日）
  - 2013年2時間スペシャル前後編（2013年5月27日、6月3日）
  - 2015年2時間スペシャル前後編（2015年2月16日、2月23日）
- 火曜サスペンス劇場（日本テレビ）
  - 「九門法律相談所10 大切な人」（1999年7月6日） - 根元晴香 役
  - 「警部補 佃次郎15 結婚しない女」（2002年7月2日） - 大橋慶子 役
- ヤマダ一家の辛抱（1999年、TBS） - 谷口ワカコ 役
- 幸せ咲いた〜結婚相談所物語〜（2003年、東海テレビ） - 野上薫子 役
- ウーマンズ・ビート「溺れる人」（2005年3月1日、日本テレビ）
- 水曜プレミア 怒る相談室長 大岡多聞の事件日誌!（2005年） ‐ 丸山加奈子 役
- ビバ!山田バーバラ（2006年、テレビ朝日） - 山田バーバラ（42歳時） 役
- 精霊の守り人II 悲しき破壊神 第9話（2017年3月25日、NHK） - アハル 役
- いつまでも白い羽根 第7話（2018年5月20日、東海テレビ）
- 宇宙を駆けるよだか（2018年8月1日 - 、Netflix） - 海根京子 役
- 三匹のおっさんリターンズ!平成ラストの大暴れ&悪党まとめて大成敗SP!（2019年1月14日、テレビ東京） - 水野 役
- 大河ドラマ いだてん〜東京オリムピック噺〜 第32回（2019年8月25日、NHK） - 前畑光枝 役
- 運命から始まる恋〜You are my Destiny〜（2020年4月11日 - 6月13日、フジテレビ） - 佐藤美智子 役[5][注釈 2]
- 明治開化 新十郎探偵帖（2020年12月11日 - 、NHK BSプレミアム） - お兼 役

### バラエティ
- オールスター感謝祭（TBS系）
- メレンゲの気持ち（日本テレビ系、2004年）
- 徹子の部屋（テレビ朝日系、2005年）
- ボクらの時代（フジテレビ系、2011年12月11日） - 親友の手塚理美、高橋ひとみと共演。
- 開運!なんでも鑑定団（テレビ東京系、2012年1月10日）
- 世界の日本人妻は見た!（毎日放送、2016年8月23日）

### 映画
- 居酒屋兆治（1983年） - 河原洋子 役
- 男はつらいよ 柴又より愛をこめて（1985年） - 青年の同級生 役
- 死霊の罠2/ヒデキ（1991年） - 主演・亜紀 役
- ご挨拶 第1話「イロイロ、ありまして」（1991年） - 大田原裕美子 役
- リリイ・シュシュのすべて（2001年） - ふゆ 役
- サヨナラCOLOR（2005年） - 島岡聖子 役
- 余命10年（2022年） - 高林家の親族 役

### 舞台
- ガラスの仮面（1988年、新橋演舞場・演出：坂東玉三郎）
- マランドロ〜チ・ン・ピ・ラ・オ・ペ・ラ（1990年7月6日 - 28日、日生劇場・演出：宮本亜門、出演：田原俊彦など）
- 阿呆劇「三文オペラ」（1993年、Bunkamuraシアターコクーン・作：ベルトルト・ブレヒト・演出：串田和美）
- レッドスネーク、カモン‼（2019年、三越劇場） - リリー猪狩 役

### CM
- エバラ食品「焼肉のたれ」
- 平安閣
- カネボウフーズ「減肥茶」
- 久光製薬「サロンパス」

### その他
- ETV特集「山田太一からの手紙」（2024年11月9日、NHK Eテレ）[6]